# グアラニーのイエズス会伝道所群
グアラニーのイエズス会伝道所群（グアラニーのイエズスかいでんどうしょぐん）は、ブラジルとアルゼンチンにまたがるユネスコの世界遺産登録物件。

## 概要
17世紀初頭にグアラニー族への伝道を開始したイエズス会は、グアラニーのキリスト教化を進めるための拠点として、いくつもの伝道所（伝道用の集落）を築いた。これは、同時に平和な理想郷の形成も企図したものであって、プランテーションなどでの強制労働や奴隷狩りから逃れた先住民たちも匿った。
グアラニー族が住む現ブラジル南部、アルゼンチン北部、パラグアイ南部などには、いくつもの伝道所が築かれ、共同体での生活が営まれていた。しかし、1767年にスペイン王カルロス3世が発した、アメリカ大陸からのイエズス会追放令によって、伝道所の共同体生活は崩壊した。

## 登録物件

### ブラジル
ブラジルの登録物件、「サン・ミゲル・ダス・ミソンイスの遺跡群」(Ruins of Sao Miguel das Missoes, ID291-001) はリオグランデ・ド・スル州のサント・アンジェロ (Santo Ângelo) にある。

### アルゼンチン
登録されている4つの物件は、いずれもミシオネス州内にある。
- サン・イグナシオ・ミニ (ID291-002)
- ヌエストラ・セニョーラ・デ・サンタ・アナ (ID291-003)
- ヌエストラ・セニョーラ・デ・ロレート (ID291-004) - 現存する最古のイエズス会伝道所。
- サンタ・マリア・ラ・マジョール (ID291-005)[2]

## 登録経緯
1983年にブラジルのサン・ミゲル・ダス・ミソンイスが単独で登録された。登録名はそのまま「サン・ミゲル・ダス・ミソンイスの遺跡群」(The ruins of Sao Miguel das Missoes, ID 275) とされた。
翌年にアルゼンチンの関連4施設が「グアラニーのイエズス会伝道施設群」として新たに登録 (ID291) されるとともに、前年登録されていたブラジルの遺跡もここに含まれることとなった。
ただし、現在のユネスコ世界遺産センターの扱いでは、事実上「サン・ミゲル・ダス・ミソンイス遺跡」を拡大登録したものとして扱われている。

## 登録基準
この世界遺産は世界遺産登録基準のうち、以下の条件を満たし、登録された（以下の基準は世界遺産センター公表の登録基準からの翻訳、引用である）。
- (4) 人類の歴史上重要な時代を例証する建築様式、建築物群、技術の集積または景観の優れた例。